# Segunda División de México 1980-81
La Temporada 1980-81 de la Segunda División de México fue el XXXII torneo de la historia de la segunda categoría del fútbol mexicano. El Atlético Morelia se proclamó campeón por primera ocasión, tras vencer al Club Deportivo Tapatío por 2-1 en la final por el título, de esta forma el equipo michoacano logró retornar a la Primera División después de haber descendido en la temporada 1967-68.

## Cambios
- Atletas Campesinos ascendió a Primera División.
- Jalisco descendió desde el máximo circuito.
- Oaxtepec ascendió desde la Tercera División.[3]
- Universidad Veracruzana de Coatzacoalcos descendió a dicha categoría.

## Formato de competencia
Los veinticuatro equipos se dividen en cuatro grupos de seis clubes, manteniendo los juegos entre los 24 en formato de todos contra todos a visita recíproca en 46 jornadas. Los dos primeros lugares de cada agrupación se clasifican a la liguilla en donde los ocho clubes se reparten en dos grupos de cuatro conjuntos, siendo los líderes los que jugarán la final por el campeonato a visita recíproca.  Por su parte, el último lugar en puntaje descenderá a la Tercera División.

## Equipos participantes

### Equipos por Entidad Federativa
| Entidad Federativa | N.º | Equipos                                     |
| ------------------ | --- | ------------------------------------------- |
| Michoacán          | 4   | La Piedad, Morelia, Tapatío y Zamora        |
| Estado de México   | 3   | Osos Grises, Neza y SUOO                    |
| Guanajuato         | 3   | Cachorros León, Irapuato y Salamanca        |
| Veracruz           | 3   | Tuberos, Universidad Veracruzana y Veracruz |
| Hidalgo            | 2   | Pachuca y Tulancingo                        |
| Jalisco            | 2   | Bachilleres y Club Jalisco                  |
| Morelos            | 2   | Cuautla y Oaxtepec                          |
| Querétaro          | 1   | Atletas Industriales                        |
| Colima             | 1   | Colima                                      |
| Nayarit            | 1   | Tepic                                       |
| Puebla             | 1   | Nuevo Necaxa                                |
| Tlaxcala           | 1   | Lobos de Tlaxcala                           |

### Información sobre los equipos participantes
| Equipo                  | Ciudad                                    | Estadio                                 |
| ----------------------- | ----------------------------------------- | --------------------------------------- |
| Atletas Industriales    | Santiago de Querétaro, Querétaro          | Municipal                               |
| Atlético Morelia        | Morelia, Michoacán                        | Venustiano Carranza                     |
| Bachilleres             | Guadalajara, Jalisco                      | Tecnológico UDG                         |
| Cachorros León          | León, Guanajuato                          | Nou Camp                                |
| Colima                  | Colima, Colima                            | Colima                                  |
| Coyotes Neza            | Ciudad Nezahualcóyotl, Estado de México   | Metropolitano                           |
| Cuautla                 | Cuautla, Morelos                          | Isidro Gil Tapia                        |
| Estado de México        | Toluca, Estado de México                  | Toluca 70'                              |
| Irapuato                | Irapuato, Guanajuato                      | Irapuato                                |
| Jalisco                 | Guadalajara, Jalisco                      | Jalisco                                 |
| La Piedad               | La Piedad, Michoacán                      | Juan N. López                           |
| Lobos Tlaxcala          | Tlaxcala, Tlaxcala                        | Tlahuicole                              |
| Nuevo Necaxa            | Nuevo Necaxa, Puebla                      | 14 de diciembre                         |
| Oaxtepec                | Oaxtepec, Morelos                         | Olímpico Centro Vacacional IMSS         |
| Pachuca                 | Pachuca, Hidalgo                          | Revolución Mexicana                     |
| Salamanca               | Salamanca, Guanajuato                     | El Molinito                             |
| S.U.O.O.                | Cuautitlán, Estado de México              | Los Pinos                               |
| Tapatío                 | Guadalajara, Jalisco / Uruapan, Michoacán | Casa Club Chivas / Hermanos López Rayón |
| Tepic                   | Tepic, Nayarit                            | Nicolás Álvarez Ortega                  |
| Tuberos                 | Veracruz, Veracruz                        | Luis Pirata Fuente                      |
| Tulancingo              | Tulancingo, Hidalgo                       | Primero de Mayo                         |
| Universidad Veracruzana | Xalapa, Veracruz                          | Antonio M. Quirasco                     |
| Veracruz                | Veracruz, Veracruz                        | Luis Pirata Fuente                      |
| Zamora                  | Zamora, Michoacán                         | Municipal de Zamora                     |

## Grupos

### Grupo 1
| Pos. | Equipo              | Pts. | PJ | G  | E  | P  | GF | GC | Dif. | Clasificación               |
| ---- | ------------------- | ---- | -- | -- | -- | -- | -- | -- | ---- | --------------------------- |
| 1    | Estado de México    | 71   | 46 | 23 | 11 | 12 | 72 | 47 | +25  | Cuadrangular de la liguilla |
| 2    | Oaxtepec            | 58   | 46 | 16 | 15 | 15 | 69 | 54 | +15  | Cuadrangular de la liguilla |
| 3    | Nuevo Necaxa        | 54   | 46 | 15 | 17 | 14 | 80 | 72 | +8   |                             |
| 4    | Tulancingo          | 54   | 46 | 15 | 18 | 13 | 68 | 67 | +1   |                             |
| 5    | Tuberos de Veracruz | 48   | 46 | 17 | 9  | 20 | 52 | 64 | −12  |                             |
| 6    | La Piedad           | 46   | 46 | 12 | 16 | 18 | 58 | 67 | −9   |                             |

 Fuente: RSSSF

### Grupo 2
| Pos. | Equipo               | Pts. | PJ | G  | E  | P  | GF | GC | Dif. | Clasificación               |
| ---- | -------------------- | ---- | -- | -- | -- | -- | -- | -- | ---- | --------------------------- |
| 1    | Coyotes Neza         | 74   | 46 | 22 | 16 | 8  | 82 | 45 | +37  | Cuadrangular de la liguilla |
| 2    | Veracruz             | 69   | 46 | 23 | 11 | 12 | 77 | 55 | +22  | Cuadrangular de la liguilla |
| 3    | Salamanca            | 60   | 46 | 19 | 11 | 16 | 82 | 69 | +13  |                             |
| 4    | Zamora               | 50   | 46 | 11 | 20 | 15 | 44 | 44 | 0    |                             |
| 5    | Atletas Industriales | 36   | 46 | 10 | 12 | 24 | 42 | 75 | −33  |                             |
| 6    | Lobos de Tlaxcala    | 35   | 46 | 10 | 13 | 23 | 46 | 80 | −34  |                             |

 Fuente: RSSSF

### Grupo 3
| Pos. | Equipo               | Pts. | PJ | G  | E  | P  | GF | GC | Dif. | Clasificación               |
| ---- | -------------------- | ---- | -- | -- | -- | -- | -- | -- | ---- | --------------------------- |
| 1    | Jalisco              | 76   | 46 | 22 | 14 | 10 | 85 | 54 | +31  | Cuadrangular de la liguilla |
| 2    | Atlético Morelia (C) | 67   | 46 | 21 | 13 | 12 | 79 | 62 | +17  | Cuadrangular de la liguilla |
| 3    | Colima               | 53   | 46 | 16 | 13 | 17 | 72 | 77 | −5   |                             |
| 4    | Pachuca              | 48   | 46 | 14 | 13 | 19 | 55 | 67 | −12  |                             |
| 5    | Bachilleres          | 48   | 46 | 16 | 9  | 21 | 58 | 72 | −14  |                             |
| 6    | Irapuato             | 45   | 46 | 12 | 16 | 18 | 55 | 69 | −14  |                             |

 Fuente: RSSSF

### Grupo 4
| Pos. | Equipo                  | Pts. | PJ | G  | E  | P  | GF | GC | Dif. | Clasificación               |
| ---- | ----------------------- | ---- | -- | -- | -- | -- | -- | -- | ---- | --------------------------- |
| 1    | Deportivo Tepic         | 66   | 46 | 23 | 12 | 11 | 63 | 57 | +6   | Cuadrangular de la liguilla |
| 2    | Tapatío                 | 62   | 46 | 18 | 15 | 13 | 72 | 58 | +14  | Cuadrangular de la liguilla |
| 3    | SUOO                    | 61   | 46 | 18 | 13 | 15 | 61 | 54 | +7   |                             |
| 4    | Universidad Veracruzana | 51   | 46 | 15 | 15 | 16 | 58 | 54 | +4   |                             |
| 5    | Cuautla                 | 46   | 46 | 11 | 18 | 17 | 43 | 61 | −18  |                             |
| 6    | Cachorros León (D)      | 28   | 46 | 6  | 14 | 26 | 47 | 96 | −49  | Descenso de categoría       |

 Fuente: RSSSF

## Tabla General
| Pos. | Equipo                  | Pts. | PJ | G  | E  | P  | GF | GC | Dif. | Clasificación               |
| ---- | ----------------------- | ---- | -- | -- | -- | -- | -- | -- | ---- | --------------------------- |
| 1    | Jalisco                 | 76   | 46 | 22 | 14 | 10 | 85 | 54 | +31  | Cuadrangular de la liguilla |
| 2    | Coyotes Neza            | 74   | 46 | 22 | 16 | 8  | 82 | 45 | +37  | Cuadrangular de la liguilla |
| 3    | Estado de México        | 71   | 46 | 23 | 11 | 12 | 72 | 47 | +25  | Cuadrangular de la liguilla |
| 4    | Veracruz                | 69   | 46 | 23 | 11 | 12 | 77 | 55 | +22  | Cuadrangular de la liguilla |
| 5    | Atlético Morelia (C)    | 67   | 46 | 21 | 13 | 12 | 79 | 62 | +17  | Cuadrangular de la liguilla |
| 6    | Deportivo Tepic         | 66   | 46 | 23 | 12 | 11 | 63 | 57 | +6   | Cuadrangular de la liguilla |
| 7    | Tapatío                 | 62   | 46 | 18 | 15 | 13 | 72 | 58 | +14  | Cuadrangular de la liguilla |
| 8    | SUOO                    | 61   | 46 | 18 | 13 | 15 | 61 | 54 | +7   |                             |
| 9    | Salamanca               | 60   | 46 | 19 | 11 | 16 | 82 | 69 | +13  |                             |
| 10   | Oaxtepec                | 58   | 46 | 16 | 15 | 15 | 69 | 54 | +15  | Cuadrangular de la liguilla |
| 11   | Nuevo Necaxa            | 54   | 46 | 15 | 17 | 14 | 80 | 72 | +8   |                             |
| 12   | Tulancingo              | 54   | 46 | 15 | 18 | 13 | 68 | 67 | +1   |                             |
| 13   | Colima                  | 53   | 46 | 16 | 13 | 17 | 72 | 77 | −5   |                             |
| 14   | Universidad Veracruzana | 51   | 46 | 15 | 15 | 16 | 58 | 54 | +4   |                             |
| 15   | Zamora                  | 50   | 46 | 11 | 20 | 15 | 44 | 44 | 0    |                             |
| 16   | Pachuca                 | 48   | 46 | 14 | 13 | 19 | 55 | 67 | −12  |                             |
| 17   | Tuberos de Veracruz     | 48   | 46 | 17 | 9  | 20 | 52 | 64 | −12  |                             |
| 18   | Bachilleres             | 48   | 46 | 16 | 9  | 21 | 58 | 72 | −14  |                             |
| 19   | La Piedad               | 46   | 46 | 12 | 16 | 18 | 58 | 67 | −9   |                             |
| 20   | Cuautla                 | 46   | 46 | 11 | 18 | 17 | 43 | 61 | −18  |                             |
| 21   | Irapuato                | 45   | 46 | 12 | 16 | 18 | 55 | 69 | −14  |                             |
| 22   | Atletas Industriales    | 36   | 46 | 10 | 12 | 24 | 42 | 75 | −33  |                             |
| 23   | Lobos de Tlaxcala       | 35   | 46 | 10 | 13 | 23 | 46 | 80 | −34  |                             |
| 24   | Cachorros León (D)      | 28   | 46 | 6  | 14 | 26 | 47 | 96 | −49  | Descenso de categoría       |

 Fuente: RSSSF

## Resultados
| Local \ Visitante    | ATI | BAC | CAL | COL | COY | CUA | EDM | IRA | JAL | LPD | LBT | MOR | NEC | OAX | PAC | SAL | SUO | TAP | TEP | TUB | TUL | UV  | VER | ZAM |
| -------------------- | --- | --- | --- | --- | --- | --- | --- | --- | --- | --- | --- | --- | --- | --- | --- | --- | --- | --- | --- | --- | --- | --- | --- | --- |
| Atletas Industriales | —   | 1–2 | 2–1 | 0–4 | 2–1 | 2–3 | 1–1 | 3–2 | 0–3 | 0–3 | 2–2 | 0–2 | 2–2 | 0–1 | 0–2 | 1–2 | 2–1 | 3–1 | 1–1 | 0–1 | 1–1 | 2–0 | 0–1 | 0–0 |
| Bachilleres          | 3–1 | —   | 3–1 | 1–4 | 0–3 | 1–0 | 1–3 | 2–1 | 2–0 | 0–2 | 1–0 | 0–0 | 2–2 | 1–2 | 0–1 | 1–3 | 0–0 | 0–0 | 1–1 | 1–0 | 1–2 | 2–1 | 2–3 | 1–1 |
| Cachorros León       | 2–1 | 0–2 | —   | 0–0 | 1–1 | 2–2 | 0–2 | 0–0 | 2–0 | 1–1 | 1–0 | 2–4 | 3–3 | 0–3 | 0–0 | 3–3 | 1–1 | 1–4 | 1–2 | 0–1 | 1–2 | 2–2 | 3–0 | 2–2 |
| Colima               | 4–0 | 0–2 | 1–1 | —   | 0–1 | 2–1 | 1–1 | 3–3 | 2–5 | 1–1 | 1–1 | 3–1 | 4–3 | 4–2 | 2–0 | 5–3 | 1–0 | 2–1 | 2–4 | 0–0 | 2–1 | 1–0 | 3–2 | 3–0 |
| Coyotes Neza         | 2–0 | 2–0 | 3–1 | 3–3 | —   | 3–0 | 3–2 | 3–0 | 4–1 | 3–2 | 4–1 | 2–0 | 3–3 | 1–1 | 4–0 | 1–3 | 6–1 | 1–1 | 1–0 | 2–1 | 2–2 | 1–1 | 4–1 | 0–0 |
| Cuautla              | 1–1 | 3–0 | 0–0 | 2–0 | 0–2 | —   | 1–1 | 1–1 | 0–0 | 2–1 | 0–0 | 0–0 | 1–3 | 2–0 | 0–0 | 1–1 | 3–1 | 0–0 | 0–1 | 3–1 | 2–1 | 1–5 | 1–1 | 1–0 |
| Estado de México     | 4–1 | 1–2 | 3–0 | 0–0 | 1–0 | 3–0 | —   | 1–1 | 1–2 | 1–1 | 3–0 | 2–1 | 1–2 | 0–3 | 1–2 | 4–3 | 2–0 | 2–0 | 5–1 | 1–0 | 3–4 | 2–3 | 2–0 | 1–1 |
| Irapuato             | 0–1 | 1–1 | 3–2 | 3–1 | 1–2 | 3–1 | 0–2 | —   | 1–3 | 0–0 | 0–1 | 4–1 | 4–2 | 2–1 | 2–2 | 2–1 | 1–0 | 3–2 | 1–2 | 0–0 | 1–1 | 0–0 | 2–1 | 1–1 |
| Jalisco              | 1–1 | 1–3 | 3–0 | 3–1 | 0–0 | 2–0 | 3–1 | 4–2 | —   | 2–0 | 4–1 | 1–1 | 1–1 | 2–0 | 3–0 | 5–2 | 3–1 | 4–1 | 0–1 | 4–1 | 3–0 | 5–5 | 2–1 | 2–1 |
| La Piedad            | 1–3 | 5–2 | 3–0 | 2–1 | 0–0 | 1–1 | 0–1 | 0–0 | 0–0 | —   | 0–1 | 1–2 | 1–0 | 1–0 | 1–0 | 1–3 | 6–4 | 1–2 | 3–0 | 1–0 | 0–0 | 1–2 | 2–2 | 1–1 |
| Lobos Tlaxcala       | 0–2 | 2–1 | 1–0 | 3–3 | 0–0 | 2–0 | 0–1 | 1–1 | 2–2 | 1–1 | —   | 1–2 | 1–2 | 2–1 | 0–1 | 2–2 | 0–2 | 3–2 | 0–0 | 1–2 | 0–3 | 2–1 | 2–3 | 0–0 |
| Morelia              | 2–0 | 2–2 | 3–1 | 2–2 | 1–1 | 0–2 | 1–1 | 4–0 | 3–1 | 1–1 | 3–0 | —   | 2–1 | 2–1 | 3–2 | 1–1 | 2–0 | 1–3 | 5–0 | 3–1 | 3–2 | 3–1 | 0–2 | 1–0 |
| Nuevo Necaxa         | 4–0 | 2–4 | 3–1 | 6–2 | 1–1 | 1–0 | 2–0 | 2–1 | 2–1 | 5–0 | 3–3 | 2–0 | —   | 2–2 | 2–3 | 1–0 | 2–1 | 0–2 | 1–1 | 2–2 | 0–0 | 1–0 | 0–1 | 1–1 |
| Oaxtepec             | 1–2 | 2–1 | 4–2 | 3–1 | 1–0 | 1–1 | 0–0 | 0–1 | 2–0 | 7–1 | 6–1 | 0–3 | 1–1 | —   | 3–1 | 1–2 | 1–1 | 1–1 | 1–1 | 3–0 | 5–2 | 0–0 | 1–1 | 2–0 |
| Pachuca              | 1–1 | 1–0 | 1–2 | 2–0 | 1–4 | 5–2 | 0–2 | 1–1 | 0–2 | 1–1 | 3–2 | 1–1 | 3–1 | 1–1 | —   | 3–1 | 2–1 | 1–1 | 1–2 | 3–0 | 2–3 | 1–3 | 2–2 | 0–0 |
| Salamanca            | 2–0 | 3–1 | 7–1 | 0–0 | 1–0 | 1–1 | 1–3 | 3–0 | 1–1 | 2–1 | 2–0 | 2–3 | 3–1 | 2–1 | 1–0 | —   | 0–0 | 1–3 | 0–1 | 3–0 | 3–2 | 0–1 | 3–0 | 1–1 |
| SUOO                 | 0–0 | 2–0 | 2–3 | 2–0 | 3–1 | 0–0 | 1–1 | 2–0 | 4–2 | 2–0 | 3–1 | 1–0 | 2–0 | 1–0 | 0–2 | 1–1 | —   | 0–0 | 1–2 | 4–1 | 1–1 | 1–0 | 1–0 | 3–0 |
| Tapatío              | 1–1 | 2–1 | 4–0 | 0–0 | 2–0 | 1–2 | 2–0 | 1–1 | 0–1 | 2–2 | 0–1 | 2–3 | 2–1 | 1–1 | 1–0 | 4–1 | 1–1 | —   | 3–1 | 1–0 | 2–0 | 3–2 | 2–1 | 4–1 |
| Tepic                | 3–2 | 3–1 | 0–0 | 3–0 | 2–2 | 1–0 | 0–2 | 3–1 | 1–1 | 1–0 | 2–1 | 3–1 | 1–0 | 3–0 | 1–0 | 2–1 | 0–0 | 2–0 | —   | 0–0 | 3–1 | 0–1 | 1–1 | 2–3 |
| Tuberos              | 1–0 | 1–2 | 3–1 | 2–0 | 2–1 | 1–0 | 0–1 | 3–2 | 1–0 | 2–1 | 0–2 | 2–2 | 2–2 | 1–1 | 1–1 | 2–3 | 3–4 | 2–2 | 2–0 | —   | 3–0 | 2–0 | 3–2 | 1–0 |
| Tulancingo           | 0–0 | 4–4 | 4–2 | 3–2 | 1–2 | 1–1 | 0–0 | 0–2 | 0–0 | 3–2 | 3–1 | 2–2 | 1–1 | 0–0 | 2–0 | 2–2 | 1–2 | 3–0 | 2–2 | 2–0 | —   | 1–0 | 2–1 | 0–0 |
| U. Veracruzana       | 1–0 | 2–0 | 1–0 | 1–0 | 0–0 | 2–0 | 1–2 | 0–0 | 0–0 | 2–3 | 1–1 | 1–1 | 3–1 | 1–1 | 3–0 | 2–1 | 1–1 | 1–1 | 2–3 | 1–0 | 1–2 | —   | 2–2 | 0–0 |
| Veracruz             | 2–0 | 1–0 | 2–0 | 3–0 | 1–1 | 5–0 | 2–0 | 2–0 | 1–1 | 3–2 | 4–0 | 3–1 | 1–1 | 0–1 | 4–2 | 2–1 | 1–0 | 2–2 | 2–0 | 2–0 | 1–0 | 2–1 | —   | 2–1 |
| Zamora               | 2–0 | 0–1 | 4–0 | 0–1 | 0–1 | 1–1 | 0–1 | 2–0 | 1–1 | 0–0 | 2–0 | 2–0 | 2–2 | 2–0 | 0–0 | 1–0 | 0–2 | 3–2 | 4–0 | 0–1 | 1–1 | 2–0 | 1–1 | —   |

## Liguilla por el título

### Grupo A
| Pos. | Equipo           | Pts. | PJ | G | E | P | GF | GC | Dif. | Clasificación     |
| ---- | ---------------- | ---- | -- | - | - | - | -- | -- | ---- | ----------------- |
| 1    | Tapatío          | 12   | 6  | 4 | 2 | 0 | 11 | 5  | +6   | Acceso a la final |
| 2    | Jalisco          | 10   | 6  | 3 | 2 | 1 | 8  | 4  | +4   |                   |
| 3    | Veracruz         | 4    | 6  | 1 | 1 | 4 | 8  | 11 | −3   |                   |
| 4    | Estado de México | 3    | 6  | 1 | 1 | 4 | 8  | 15 | −7   |                   |

 Fuente: RSSSF

#### Resultados
| Local \ Visitante | EDM | JAL | TAP | VER |
| ----------------- | --- | --- | --- | --- |
| Estado de México  | —   | 1–1 | 2–3 | 2–1 |
| Jalisco           | 3–0 | —   | 0–2 | 2–0 |
| Tapatío           | 2–0 | 1–1 | —   | 1–0 |
| Veracruz          | 5–3 | 0–1 | 2–2 | —   |

### Grupo B
| Pos. | Equipo           | Pts. | PJ | G | E | P | GF | GC | Dif. | Clasificación     |
| ---- | ---------------- | ---- | -- | - | - | - | -- | -- | ---- | ----------------- |
| 1    | Atlético Morelia | 9    | 6  | 2 | 3 | 1 | 8  | 4  | +4   | Acceso a la final |
| 2    | Coyotes Neza     | 8    | 6  | 3 | 1 | 2 | 10 | 7  | +3   |                   |
| 3    | Oaxtepec         | 8    | 6  | 3 | 2 | 1 | 8  | 6  | +2   |                   |
| 4    | Deportivo Tepic  | 2    | 6  | 0 | 2 | 4 | 4  | 13 | −9   |                   |

 Fuente: RSSSF

#### Resultados
| Local \ Visitante | COY | MOR | OAX | TEP |
| ----------------- | --- | --- | --- | --- |
| Coyotes Neza      | —   | 1–1 | 2–1 | 4–0 |
| Morelia           | 3–1 | —   | 0–0 | 4–1 |
| Oaxtepec          | 2–1 | 1–0 | —   | 2–1 |
| Tepic             | 0–1 | 0–0 | 2–2 | —   |

### Final
La serie final del torneo enfrentó al Atlético Morelia contra el Club Deportivo Tapatío.
| 19 de julio de 1981, 12:00 | Tapatío             | 1-1 | Atlético Morelia | Unidad Deportiva Hermanos López Rayón, Uruapan |  |
|                            | Eduardo Vázquez 45' |     | 5' Horacio Rocha |                                                |  |

| 26 de julio de 1981, 12:00                                                                 | Atlético Morelia  | 1-0 | Tapatío | Estadio Venustiano Carranza, Morelia |  |
|                                                                                            | Horacio Rocha 45' |     |         |                                      |  |
| Atlético Morelia campeón de la Temporada 1980-81 y asciende a Primera División. Global 2-1 |                   |     |         |                                      |  |

|                                       |
| Atlético Morelia Campeón 1.er título. |